# Université d'Andorre

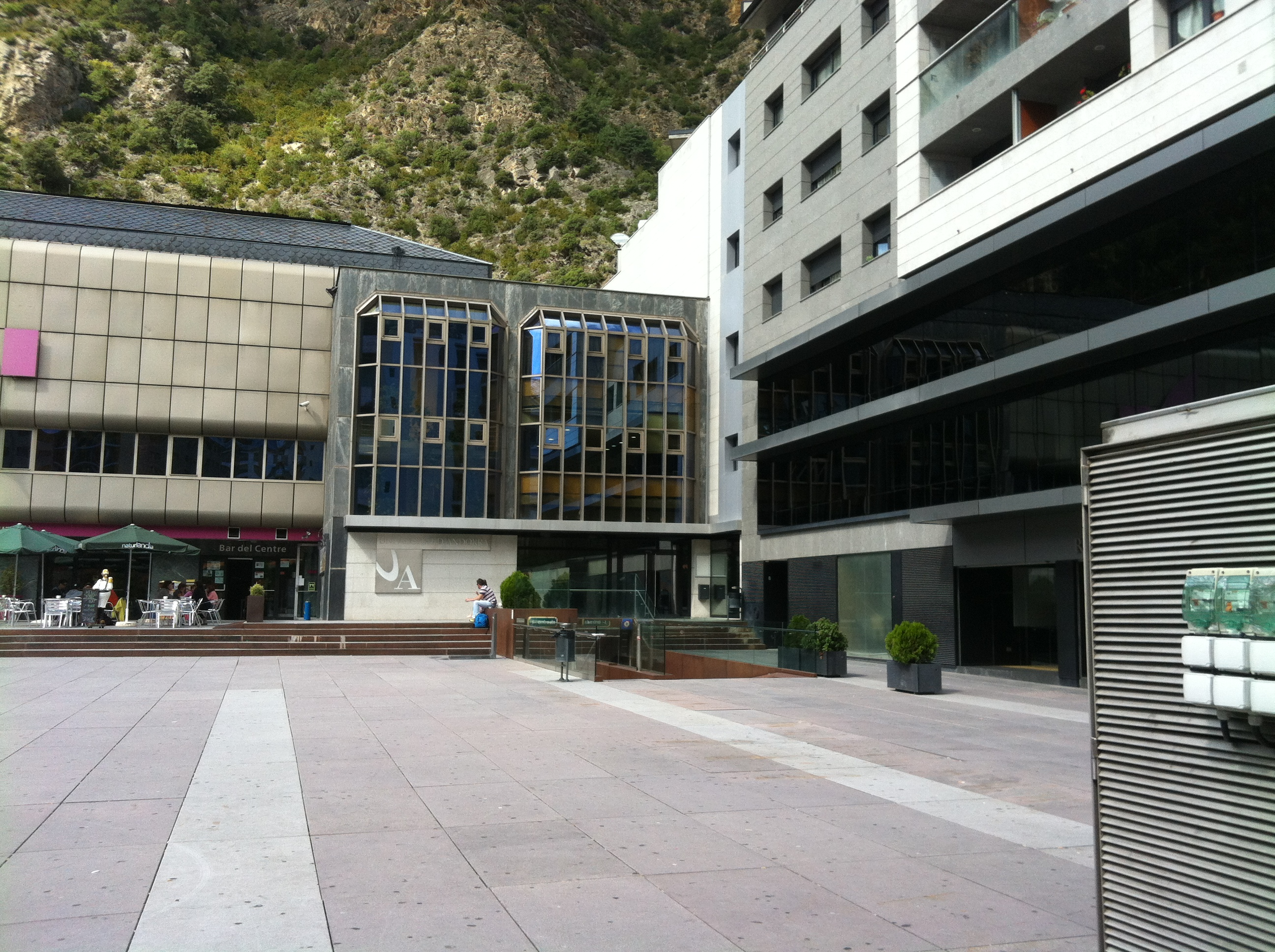
Université d'Andorre (2014)

L'Université d'Andorre (Universitat d'Andorra en catalan) est un établissement d'enseignement supérieur andorran créé en 1988. Il s'agit de la seule université publique de la Principauté d'Andorre.

## Présentation
La principale vocation de l'Université d'Andorre est de répondre à la demande de la société andorrane, aussi bien en matière d’enseignement supérieur que dans le domaine de la recherche et du transfert de technologie et de connaissance. Elle offre des cursus en soins infirmiers, informatique, sciences de l'éducation et gestion des entreprises, mais aussi des filières d’enseignement professionnel supérieur ou même un doctorat.
Son Centre d’Estudis Virtuals dispense par ailleurs une vingtaine de formations supplémentaires, en premier et second cycle, dans des domaines très divers : Tourisme, Droit, Philologie catalane, Humanités, Psychologie, Science politique, Communication audiovisuelle, Ingénierie en télécommunication, Études de l’Asie Orientale, etc. 
Durant l’année universitaire 2018-2019, l’Université d’Andorre clôtura la célébration de son 30ème anniversaire avec la fermeture d’une capsule temporelle contenant aussi bien des documents que des objets du quotidien datant de 2018. Cette capsule temporelle ne pourra être rouverte qu’à l’occasion du centenaire, l’année 2088-2089,. 
L'Université fait partie de l’Association internationale des universités, de l'Association des universités européennes, de l'Agence universitaire de la Francophonie et du réseau Xarxa Vives d'Universitats, qui regroupe les universités où l'on enseigne en catalan. Elle a également signé des accords de collaboration avec des universités un peu partout dans le monde. 